# Гутьеррес, Карлос Эдуардо
Карлос Эдуардо Гутьеррес Сильва (исп. Carlos Eduardo Gutiérrez Silva; род. 25 декабря 1976, Трейнта-и-Трес) — уругвайский футболист, центральный защитник. Выступал за сборную Уругвая.

## Карьера
Карлос Эдуардо Гутьеррес родился в городе Трейнта-и-Трес. Там же он начал играть в футбол. В 18 лет Гутьеррес уехал в Монтевидео, куда его пригласил клуб «Ривер Плейт». Там он провёл 7 лет, выступал за сборную Уругвая, а также был в заявке сборной на Кубке Америки 2001, но на поле не выходил. В 2002 году Гутьеррес перешёл в бразильский клуб «Атлетико Минейро». Он дебютировал в клубе 21 марта 2002 года в матче на Кубок Сул-Минас с «Жоинвиль», в котором «Атлетико» победил 3:1. Последний матч за «Атлетико» Гутьеррес провёл 9 февраля 2003 года в матче чемпионата штата Минас-Жерайс с «Тупи», завершившийся вничью 1:1. Всего за Атлетико Гутьеррес провёл 48 игр, из них 25 в чемпионате Бразилии и 6 в Кубке Бразилии. После этого Гутьеррес вернулся в «Ривер Плейт».
В 2004 году Гутьеррес перешёл в клуб «Ростов», заплативший за трансфер защитника 125 тыс. евро. Гутьеррес дебютировал в «Ростове» 13 марта 2004 года в первом туре чемпионата России с клубом «Торпедо», в котором «Ростов» проиграл 0:4. После этого он выступал за клуб на протяжении 3-х сезонов, проведя 65 матчей. Зимой 2007 года, Гутьеррес возвратился в Уругвай и провёл два сезона в клубе «Ливерпуль» Монтевидео. В августе 2008 года Гутьеррес перешёл в «Сентраль Эспаньол», где провёл два сезона. В 2010 году Гутьеррес стал игроком клуба «Белья Виста». 21 августа 2010 года Гутьеррес дебютировал в составе «Бельи», в матче чемпионата Уругвая со своим бывшим клубом «Сентраль Эспаньол»; его клуб матч проиграл 0:1.